# Pentti Holappa
Pentti Vihtori Holappa, född 11 augusti 1927 i Överkiminge i Norra Österbotten, död 10 oktober 2017 i Helsingfors, var en finländsk författare.
Holappa arbetade i bokhandel och inom reklambranschen. Från 1960 var han korrespondent i Paris för tidningen Helsingin Sanomat. År 1972 var han kulturminister. Han debuterade 1951 med diktsamlingen Narri peilisalissa.